# Террінчес
Террінчес (ісп. Terrinches) — муніципалітет в Іспанії, у складі автономної спільноти Кастилія-Ла-Манча, у провінції Сьюдад-Реаль. Населення — 925 осіб (2010).
Муніципалітет розташований на відстані близько 210 км на південь від Мадрида, 100 км на південний схід від Сьюдад-Реаля.
На території муніципалітету розташовані такі населені пункти: (дані про населення за 2010 рік)
- Террінчес: 925 осіб
- Альдеа-дель-Кото: 0 осіб

## Демографія
Динаміка населення (INE ):